# Médio Oeste
Médio Oeste is een van de 19 microregio's van de Braziliaanse deelstaat Rio Grande do Norte. Zij ligt in de mesoregio Oeste Potiguar en grenst aan de microregio's Umarizal, Chapada do Apodi, Mossoró, Vale do Açu en Catolé do Rocha (PB). De microregio heeft een oppervlakte van ca. 2.898 km². In 2006 werd het inwoneraantal geschat op 38.972.
Zes gemeenten behoren tot deze microregio:
- Campo Grande
- Janduís
- Messias Targino
- Paraú
- Triunfo Potiguar
- Upanema

Mesoregio's: Agreste Potiguar · Central Potiguar · Leste Potiguar · Oeste Potiguar

Microregio's: Angicos · Agreste Potiguar · Baixa Verde · Borborema Potiguar · Chapada do Apodi · Litoral Nordeste · Litoral Sul · Macaíba · Macau · Médio Oeste · Mossoró · Natal · Pau dos Ferros · Seridó Ocidental · Seridó Oriental · Serra de São Miguel · Serra de Santana · Umarizal · Vale do Açu